# 咒语力量3
《咒语力量3》是Grimlore Games开发，THQ Nordic发行的电子游戏，2017年12月在Microsoft Windows上发行。《咒语力量3》是咒语力量系列电子游戏的第3部主作品暨第9款作品，也是2014年《咒语力量2：暗影战争》扩充包《咒语力量2：昔日恶魔》发行后的第一部作品。游戏为系列首作，2003年《咒语力量：秩序黎明》的前传。